# Большая Чача
Больша́я Ча́ча (также Чача; в низовье Шарапиха) — река в Холмогорском районе Архангельской области, правый приток реки Емцы (приток Северной Двины). Длина — 92 км. Площадь водосборного бассейна — 586 км².

## География
Большая Чача вытекает из Чачевских озёр на юге Холмогорского района Архангельской области, близ границы с Виноградовским районом Архангельской области. Исток реки находится на высоте 36 м над уровнем моря.
Всё время течения Большая Чача придерживается направления на север, впадая в Емцу чуть ниже села Емецк. В верхнем течении у Большой Чачи слабовыраженная речная долина, река течёт почти не петляя. Ширина реки при этом колеблется от 10 до 15 м, глубина — от 0,5 до 1,5 м. Среднее течение Большой Чачи по характеристикам сходно с верхним. В нижнем течении Большая Чача расширяется до 20-25 м и образует более выраженную речную долину. Ширина Большой Чачи в устье равна 40 м. В нижнем течении Большой Чачи (где река течёт по Емецк-лугу) встречаются ямы глубиной 5-7 м.
Большая Чача от впадения Ендюги именуется уже Шарапихой.
Большая Чача — типичная лесная река, большая часть которой течёт по дикой не населённой местности. Вода в реке имеет светло-коричневый цвет (содержит большое количество железа), поэтому местные жители даже не полощут в ней бельё. Через реку Большая Чача построено три моста: два в деревне Зачачье и один на трассе М8.

## Населённые пункты на реке Большая Чача
- Заболотье
- Подлесье
- Зачачье
- Заборье
- Бельково
- Макары
- Большое Село

## Притоки
- Илекса (впадает в Чачевские озёра)
- Кумбыш (левый)
- Ендюга (левый)
- Хивручей (правый)
- Малая Чача (правый)
- Ракова (правый)
- Войручей (левый)

## Данные водного реестра
По данным государственного водного реестра России относится к Двинско-Печорскому бассейновому округу, водохозяйственный участок реки — Северная Двина от впадения реки Вага и до устья, без реки Пинега, речной подбассейн реки — Северная Двина ниже места слияния Вычегды и Малой Северной Двины. Речной бассейн реки — Северная Двина.
Код объекта в государственном водном реестре — 03020300412103000034215.